# Cerro Nazareno
El Cerro Nazareno se ubica en la provincia de Corrientes, Argentina.
El cerro de 179 m s. n. m. se encuentra en el Departamento San Martín en cercanías de la Reserva Natural de los Esteros del Iberá, a 260 km de la ciudad de Corrientes y a 68 km de Paso de los Libres. Este es el punto geográfico de mayor altitud en la provincia de Corrientes.
- Datos: Q5474637